# Monte San Petrone
Der Monte San Petrone ist ein 1767 Meter hoher Berg im Norden Korsikas und der höchste Berg der Castagniccia. Der Berg befindet sich in einem Nord-Süd verlaufenden Bergkamm. Die Westflanke ist sanft geneigt und mit Wäldern bedeckt. Die Ostflanke ist steil und felsig. Der Berg ist wegen seiner schönen Aussicht auf Korsikas Ostküste, Cap Corse und das Monte Cinto-Massiv ein beliebtes Wanderziel. Am Gipfel befindet sich ein schmiedeeisernes Kreuz mit einer eingemauerten Skulptur des San Petru.

## Aufstieg
Der Aufstieg erfolgt vom Col de Prato.

## Galerie

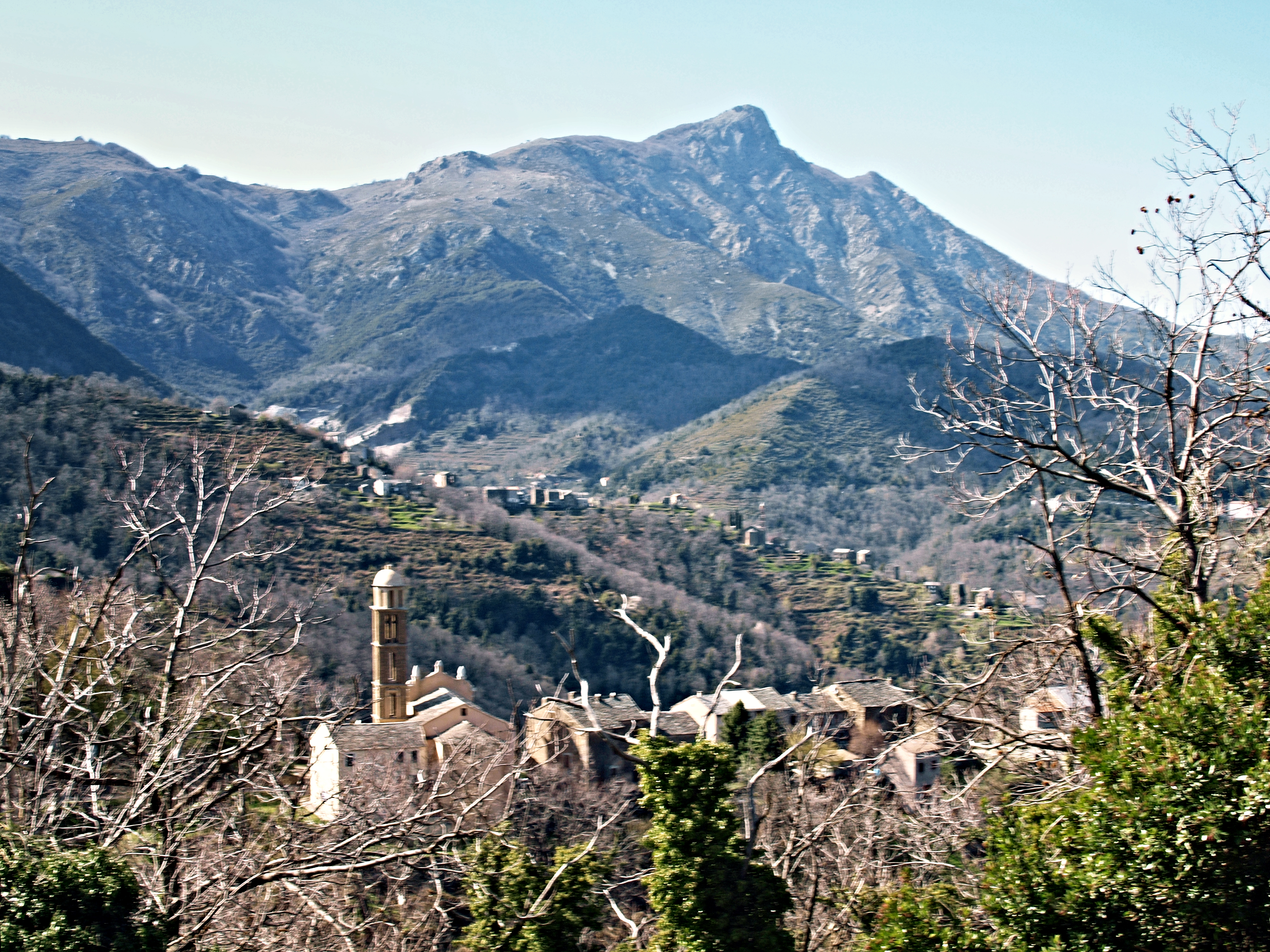
Blick von Carpineto (SO) auf den Monte San Petrone
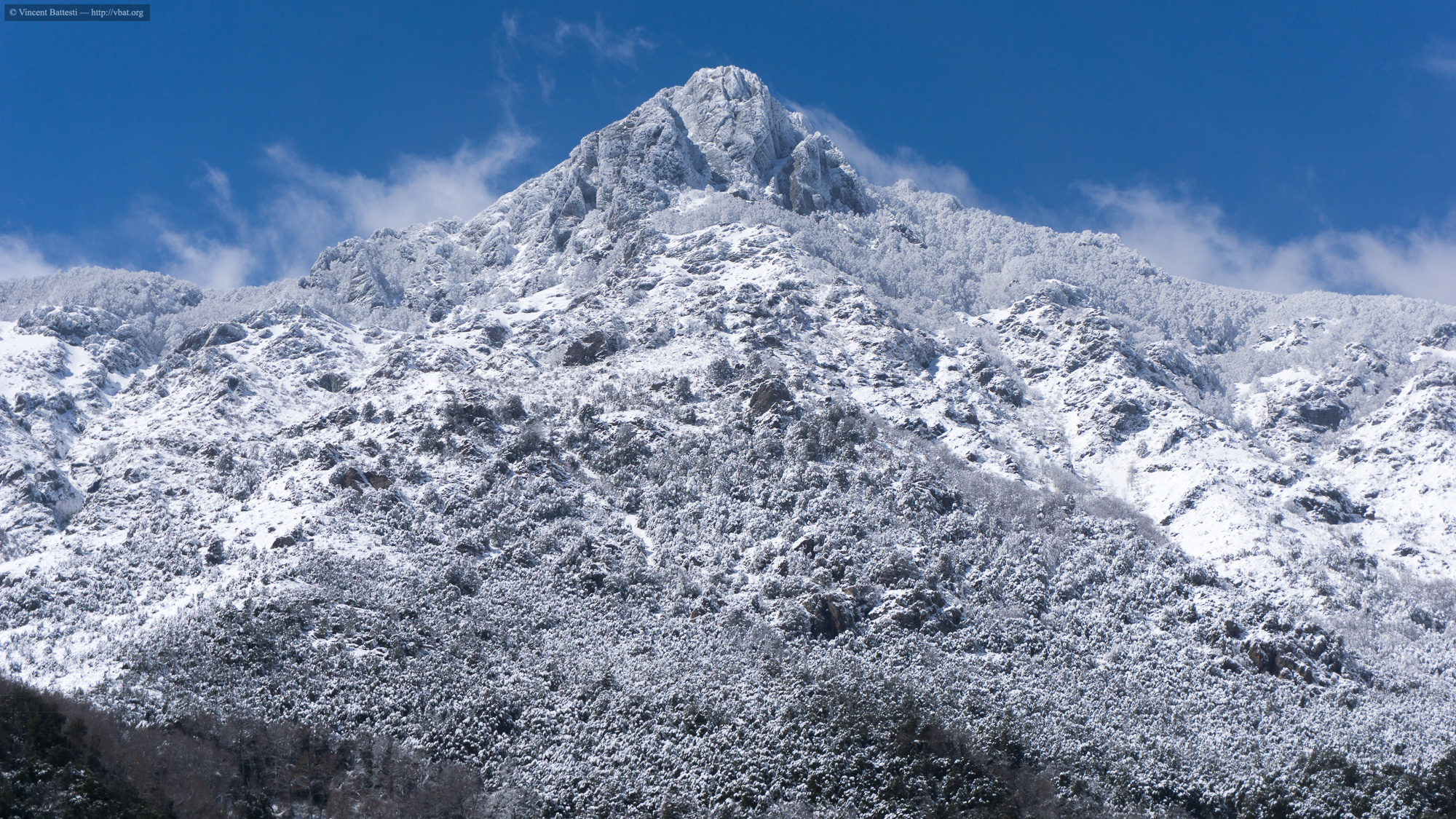
Blick von Nocario (O) auf den spätwinterlichen Monte San Petrone
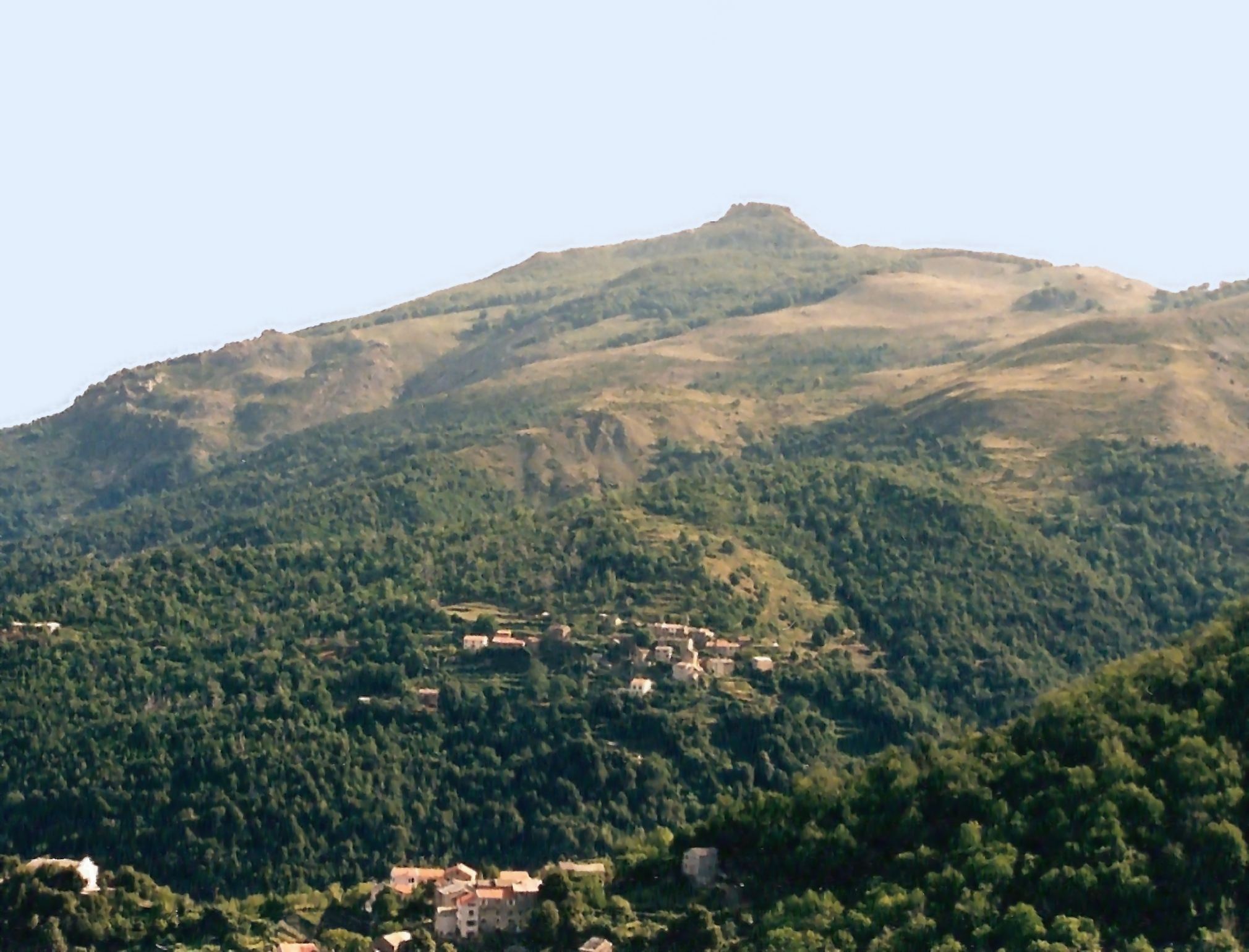
Blick von Cambia (SW) auf den Monte San Petrone
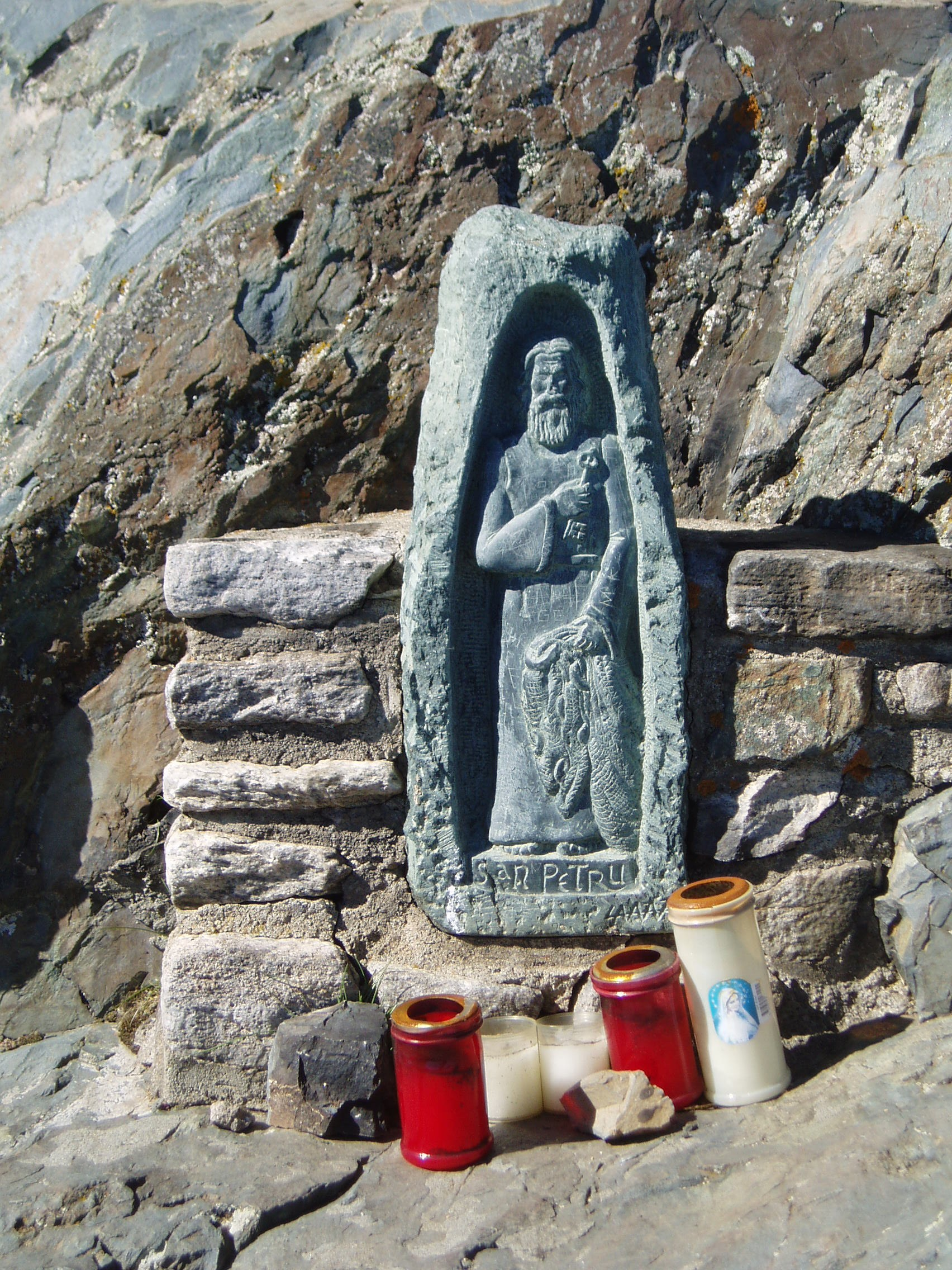
Skulptur des San Petru am Gipfel